# Skót felvilágosodás

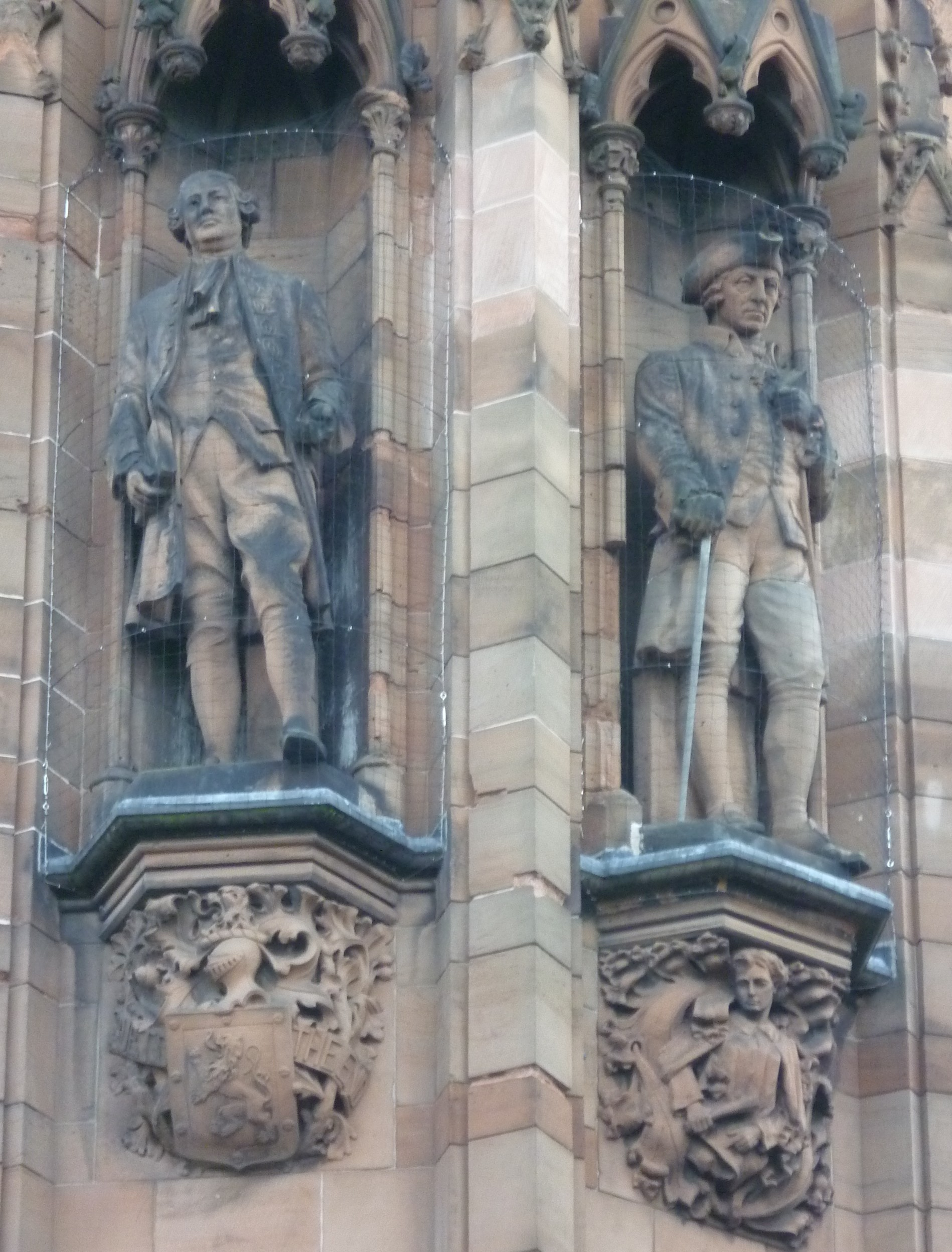
David Hume és Adam Smith a Skót Nemzeti Arcképtár (Scottish National Portrait Gallery) falán

Skót felvilágosodásnak nevezzük a 18. századi Skóciát jellemző kimagasló szellemi és tudományos eredményekkel tűzdelt időszakot. 1750-re Skócia Európa egyik legolvasottabb nemzete lett, az írni és olvasni tudók aránya körülbelül 75%-ra volt tehető. A skót nagyvárosokban mindennaposak voltak az intellektuális értekezések a különböző értelmiségi társaságok, például az edinburgh-i The Select Society vagy később a The Poker Club gyülekezőhelyein, illetve az ország neves intézményeiben, például a Glasgow-i Egyetemen, az Edinburgh-i Egyetemen és az Aberdeen-i Egyetemen.
Osztozva a kor európai felvilágosodásának humanista és racionalista szemléletmódján, a skót felvilágosodás gondolkodói is az emberi érvelést és az észérvekkel nem igazolható hatalom elutasításának fontosságát tartották szem előtt. Hittek az emberiség azon képességében, hogy észérvek hatására pozitív változást hozhat a társadalomban, illetve a természetben. Utóbbi adta a skót felvilágosodás egyik egyedi jellemzőjét, amely megkülönböztette az európai kontinensen uralkodó felvilágosodási mozgalomtól. Skóciában a felvilágosodást mindenre kiterjedő empirizmus és gyakorlatiasság jellemezte, amelyben a legfőbb erény a fejlődés, az erélyesség, illetve az egyén és a teljes társadalom javát szolgáló gyakorlatiasság.
A leggyorsabban fejlődő területek közé tartozott a filozófia, a politikai gazdaságtan, a mérnöki tudomány, az építészet, az orvostudomány, a földtan, a régészet, a jogtudomány, a mezőgazdaság, a kémia és a szociológia. Az időszak legismertebb gondolkodói közé sorolható Francis Hutcheson, Alexander Campbell, David Hume, Adam Smith, Dugald Stewart, Thomas Reid, Robert Burns, Adam Ferguson, John Playfair, Joseph Black, James Hutton és Sir Walter Scott.
A skót felvilágosodás messze kihatott Skócián kívülre is, és nem csupán azért, mert a skót vívmányokat Európa- és világszerte nagyra becsülték, hanem mert a skótok gondolkodásmódját az országban tanuló amerikai diákok is magukkal vitték, mint a skót diaszpóra szerves részét.

## Az 1707-es egyesülés után
Az 1707-ben aláírt egyesülési törvényeket követő időszak során Skócia a világban elfoglalt pozíciója radikálisan megváltozott. A reformációt követően számos skót tudós tanított az európai kontinens nagyvárosaiban, majd a Brit Birodalom megszületése és hatalmas iramú növekedése magával hozta az országban a filozófiai gondolkodás felelevenítését és megalapozta a skót gondolkodók felbukkanását a legkülönbözőbb területeken.
1707 után Nyugat-Európa egyik legszegényebb országaként Skócia képes volt a világ többi részére irányítania az érdeklődését anélkül, hogy szembenállásba ütközött volna Anglia részéről. Skócia az egyesülés utáni szabad kereskedelemnek köszönhető bevételeit sokszor eltúlozzák és megfeledkeznek az ország gazdasági problémáiról, amelyekkel a következő néhány évtizedben kellett megküzdenie. Számos mezőgazdasági reform csak tovább rontott a helyzeten. A feketekereskedelem virágzott, mindent megtettek, hogy elkerüljék az angolok által kiszabott vámokat. Részben köszönhetően annak, hogy Skóciában az ókor óta először vezettek be közoktatási rendszert, a skót gondolkodók elkezdték megkérdőjelezni a korábban természetesnek vett feltételezéseket. A felvilágosodás aranykorát élő Franciaországgal kötött évszázadokra visszamenő kapcsolatát felhasználva Skócia képes volt megalkotni a humanizmus egy különleges, gyakorlatias ágát.

## Empirizmus és induktív érvelés
A skót felvilágosodás első nagy filozófusa Francis Hutcheson volt, aki a Glasgow-i Egyetem filozófia karának professzori székét foglalta el 1729 és 1746 között. Erkölcsbölcselőként Thomas Hobbes eszméihez kínált alternatívákat, legjelentősebb eszméi közé pedig az az utilitarista és konzekvencialista alapelv tartozik, amely szerint "a legtöbb ember számára a legnagyobb boldogságot kínáló tulajdonság az erkölcsösség".
A tudományos módszerek során alkalmazott fogalmak (a tudás természete, a bizonyítás és az okozás), valamint a tudomány és a vallás kapcsolatát vizsgáló számos modern szemlélet David Hume-nek köszönhető. „Sok tanult skóthoz hasonlóan [Hume] nagyra becsülte Kopernikusz, Bacon, Galileo Galilei, Johannes Kepler, Boyle és Newton tudományát; hitt a kísérletezés módszerében és gyűlölte a babonát”.

## Közgazdaságtan és társadalomtudományok
Adam Smith kiadta A nemzetek gazdagsága (angolul: The Wealth of Nations) című művét, a modern közgazdaságtan alapkövét. Híres tanulmánya, amely szinte azonnal hatással volt a brit gazdaságpolitikára, napjainkban is a globalizációs és vámrendszerrel kapcsolatos viták alapjának számít.
A skót felvilágosodás gondolkodói kifejlesztették, amit Hume az ember tudományának nevezett, és amelyről James Burnett, Adam Ferguson, John Millar és William Robertson korábban már írt, összekapcsolva az őskori és primitív kultúrák emberi viselkedésének tudományos vizsgálatát a modernitás meghatározó erőivel kapcsolatos tudatossággal. Alan Swingewood szerint a modern társadalomtudomány alapjaként főként e mozgalom szolgált.

## Természettudományok, orvostudomány
A skót felvilágosodás az intellektuális és gazdaságtani témák mellett más, kimondottan tudományos területekre is kiterjedt, ahogy azt William Cullen fizikus és vegyész, James Anderson mezőgazdász, Joseph Black fizikus és vegyész, valamint James Hutton, az első modern geológus munkái is bizonyítanak.
Míg a skót felvilágosodás végét leggyakrabban a 18. század végére teszik, olyan tudósoknak köszönhetően, mint James Hutton, James Watt, William Murdoch, James Clerk Maxwell, Lord Kelvin és Sir Walter Scott, a brit tudományos életet még legalább további ötven éven keresztül uralták a skótok.

## Kulturális hatás
A skót felvilágosodás számos színtérre jellemző volt: hatása a nemzet kultúrájának olyan területeire is kiterjedt, mint például a zene. Az orvostudomány fejlődése drámai méreteket öltött, Edinburgh vált az orvostudományi kutatás és oktatás vezető színterévé.

## Nemzetközi hatás
A mozgalom hatása Skócián túl az egész Brit Birodalom és európai kontinens területére kiterjedt. A felvilágosodás politikai eszméi nagy szerepet játszottak az Amerikai Egyesült Államok függetlenné válásánál, amikor 1775-ben különvált a Birodalomtól. A józan ész realizmusa különösen nagy hatással volt a 19. századi amerikai gondolkodásmódra és vallásra.

## A skót felvilágosodás neves személyiségei
- Robert Adam (1728–1792) építész
- James Anderson (1739–1808) mezőgazdász, ügyvéd, amatőr tudós
- Joseph Black (1728–1799) fizikus és vegyész, az első ember, aki felbontotta a széndioxidot
- Hugh Blair (1718–1800) pap, teológus, író
- James Boswell (1740–1795) ügyvéd
- Thomas Brown (1778–1820), skót erkölcsbölcselő és filozófus
- James Burnett (1714–1799) filozófus, bíró, a modern összehasonlító nyelvészet megalkotója
- Robert Burns (1759–1796) költő
- Alexander Campbell (1788–1866) a restaurációs mozgalom korai vezetője
- George Campbell (1719–1796) nyelv-, teológia- és retorikafilozófus
- William Cullen (1710–1790) orvos, vegyész, az orvostudomány korai kutatója
- Adam Ferguson (1723–1816) a szociológia megalkotója
- Robert Fergusson (1750–1774), költő
- Andrew Fletcher (1653–1716) a skót felvilágosodás korai előfutára, író
- Sir James Hall (1761–1832) geológus, geofizikus
- Henry Home, Lord Kames (1696–1782) filozófus, bíró, történész
- David Hume (1711–1776) filozófus, történész, esszéista
- Francis Hutcheson (1694–1746) a metafizika, a logika és az etika filozófusa
- James Hutton (1726–1797) a modern geológia megalkotója
- Sir John Leslie (1766–1832) matematikus, fizikus, a termodinamika kutatója
- John Millar (1735–1801) filozófus, történész
- John Playfair (1748–1819) matematikus
- Sir Walter Scott (1771–1832) ügyvéd, író, költő
- John Sinclair (1754–1835) politikus, író, az első ember, aki az angol nyelvben a statisztika szót használta
- William Smellie (1740–1795) az Encyclopædia Britannica egyik első szerkesztője
- Adam Smith (1723–1790) A nemzetek gazdagsága (angolul:The Wealth of Nations), a közgazdaságtan egyik alapművének írója
- James Watt (1736–1819) Joseph Black tanítványa; mérnök, feltaláló, (lásd Watt-féle gőzgép)

## Fordítás
- Ez a szócikk részben vagy egészben  a   Scottish Enlightenment című angol Wikipédia-szócikk ezen változatának fordításán alapul.  Az eredeti cikk szerkesztőit annak laptörténete sorolja fel. Ez a jelzés csupán a megfogalmazás eredetét és a szerzői jogokat jelzi, nem szolgál a cikkben szereplő információk forrásmegjelöléseként.